# هنريكي
هنريكي (31 مارس 1980 ببراغا في البرتغال - ) هو لاعب كرة قدم برتغالي في مركز الهجوم. لعب مع أولمبياكوس نيقوسيا وأيل ليماسول وإستريلا دا أمادورا وسبورتينغ براغا وفيتوريا دي غيماريش ونادي إيرميس أراديبو ونادي ليتشويس ونيا سلاميس فاماغوستا ودوكسا كاتوكوبياس ‏ ونادي إيسبينهو وS.C. Braga B ‏ ونادي سانتا كلارا وVilaverdense FC ‏.

## وصلات خارجية
- هنريكي على موقع قاعدة بيانات كرة القدم.إي يو (الإنجليزية)
- هنريكي على موقع Soccerway.com (الإنجليزية)